# Роман руський
{{#ifeq:0|0|{{#if:|{{#if:Anthemisruthenica|[[]}}|}}}}
Роман руський (Anthemis ruthenica) — вид рослин з родини айстрових (Asteraceae), поширений у Європі.

## Опис
Однорічна трав'яниста рослина від 10 до 45 см заввишки. Рослина волохато шерстисто-повстяна. Стебло від основи сильно-гіллясте. Загальна квітколоже у вигляді циліндра. Зовнішні сім'янки в кошику на верхівці з косо зрізаною коронкою.

## Поширення
Поширений у Європі, Туреччині, Грузії, Казахстані; інтродукований до Киргизстану й Примор'я.
В Україні вид зростає на сухих степових схилах, засмічених місцях, на полях — майже на всій території, крім Карпат та поясу кримських букових лісів, але найбільше в Лісостепу і Степу.